# Mosquée Berrima
La mosquée Berrima est une importante mosquée de Marrakech. Située à proximité du palais royal (Dar al-Makhzen) de la ville, elle a été construite à la fin du XVIIIe siècle par le sultan alaouite Mohammed ben Abdallah,. C'est la mosquée la plus utilisée par le roi du Maroc lorsqu'il réside à Marrakech.

## Contexte historique
Bien que le sultan Mohammed ben Abdallah n'ait pas choisi de capitale officielle durant son règne, il résida en pratique à Marrakech plus que dans toute autre ville du royaume. En conséquence, il a effectué un certain nombre de rénovations et de constructions au sein de la citadelle royale (la Kasbah et Dar al-Makhzen) de la ville, y compris la restauration de la principale mosquée de la Kasbah. Parce que son fils Maymūn souhaitait une mosquée plus proche du palais lui-même, il ordonne la construction d'une nouvelle mosquée, la mosquée Berrima. Cette mosquée est située à l'extrémité est du parc du Palais Royal et à l'extrémité sud-ouest de l'ancien Mellah (quartier juif), près de la porte de la ville du même nom, Bab Berrima. La mosquée sert de mosquée royale officielle depuis lors. Le 6 mars 1954, le sultan Mohammed Ben Arafa, placé sur le trône par la Résidence de France, soutenu par le pacha Thami El Glaoui mais haï par une bonne partie de l'opinion publique, assiste à la prière du vendredi de la mosquée Berrima. Il est la cible d'un attentat, visé par une grenade. Il en réchappe légèrement blessé tandis que l'assaillant est abattu sur-le-champ par les mokhaznis du Glaoui.

## Architecture
Par rapport aux autres mosquées marocaines, la forme et la disposition de la mosquée Berrima sont inhabituelles. Plutôt qu'un sahn, la grande cour carrée de la mosquée (mesurant 35 sur 35 mètres) était appelée mechouar (une place royale officielle),. Entre le mechouar et la salle de prière se trouve un vestibule flanqué de deux salles d'attente pour le sultan et les fonctionnaires. La salle de prière, mesurant 15 sur 25 mètres, est plus petite que la cour et ne suit pas la forme habituelle des salles de prière dans les mosquées marocaines. Au lieu d'un espace hypostyle avec des rangées d'arches, elle se compose d'une grande chambre carrée recouverte d'une coupole reposant sur 12 colonnes et d'un autre espace rectangulaire devant le mihrab (niche symbolisant le sens de la prière). Comme souvent s'agissant des bâtiments des XVIIIe et XIXe siècles, la finesse de la décoration ressort particulièrement dans l'ouvrage des plafonds en bois peint. La mosquée est dotée de trois entrées, dont seule celle du nord est accessible aux habitants ordinaires (extérieurs à l'entourage royal). Le roi possède sa propre entrée privée, accessible depuis le palais, qui s'ouvre à côté du mihrab à l'intérieur de la mosquée. Son minaret est une petite tour simple dont la hauteur ne dépasse celles des murs voisins du palais (peut-être une conception intentionnelle pour éviter que l'on puisse observer le palais depuis le minaret). La mosquée était à l'origine dotée d'une madrasa attenante et d'une chambre d'ablutions (midha), mais celles-ci étaient en ruine au milieu du XXe siècle.